# لويس لوسيا
لويس لوسيا (بالإسبانية: Luis Lucia Mingarro)‏ هو محامي وكاتب سيناريو ومخرج إسباني، ولد في 24 مايو 1914 في بلنسية في إسبانيا، وتوفي في 12 مارس 1984 في مدريد في إسبانيا بسبب مرض.

## وصلات خارجية
- لويس لوسيا على موقع IMDb (الإنجليزية)
- لويس لوسيا على موقع ألو سيني (الفرنسية)
- لويس لوسيا على موقع أول موفي (الإنجليزية)
- لويس لوسيا على موقع قاعدة بيانات الأفلام السويدية (السويدية)
- لويس لوسيا على موقع قاعدة بيانات الفيلم (الإنجليزية)
- لويس لوسيا على موقع كينوبويسك (الروسية)